# Matt Banahan

a Compétitions nationales et continentales officielles uniquement.

b Matchs officiels uniquement.
Dernière mise à jour le 7 mars 2020.
Matthew Andrew Banahan dit Matt Banahan, né le 30 décembre 1986 à Jersey, est un joueur de rugby à XV  international anglais évoluant au poste d'ailier.

## Biographie

### En club
Matt Banahan joue avec Bath en coupe d'Europe et dans le championnat d'Angleterre. Banahan pratique d'abord le hockey sur gazon, étant sélectionné pour le Jersey et l'Ouest de l'Angleterre en sélections de jeunes avant d'interrompre sa carrière pour se consacrer uniquement au rugby à XV. Il est formé à l'école de rugby des London Irish avant de signer à Bath comme ailier. Il termine la saison 2007-2008 deuxième meilleur réalisateur d'essais du Championnat d'Angleterre derrière Tom Varndell, mais devant les ailiers internationaux Paul Sackey, Lesley Vainikolo ou Tom Voyce. 

### En équipe nationale
Banahan connaît des sélections en équipe nationale d'Angleterre de rugby à sept et en Angleterre A en 2008. Il honore sa première cape internationale en équipe d'Angleterre le 6 juin 2009 contre l'équipe d'Argentine.

## Palmarès
- Vainqueur du Challenge européen en 2008

## Statistiques en équipe nationale
- 16 sélections
- 20 points (4 essais)
- Sélection par année : 5 en 2009, 2 en 2010, 9 en 2011
- Tournois des Six Nations disputés : 2011
- En Coupe du monde :
  - 2011 : 3 sélections (Géorgie, Écosse, France)